# 懐疑的化学者
『懐疑的化学者』（かいぎてきかがくしゃ、英語:The Sceptical Chymist: or Chymico-Physical Doubts & Paradoxes）は、ロバート・ボイルにより1661年にロンドンで出版された本。対話の形をとり、懐疑的な化学者が、物質は運動中の原子および集団からなり、すべての現象が運動中の粒子の衝突の結果であるというボイルの仮説を提示するものとなっている。 これらの理由によりロバート・ボイルはJ・R・パーティントンにより現代化学の創始者と称された。

## 内容
第1章は主宰者であり懐疑主義者のカルネアデス、化学者のピロポノス、アリストテレス派のテミスティオス、公明な裁判官のエレウテリウスと無名の語り手の5人がカルネアデスの庭で会い、混合物体の構成要素について話しているところから始まる。第1部においてカルネアデス(ボイル)は本書の残りの部分でも基礎となる4つの提案をしている。それらは以下の通りである。
命題1
最初の創造のさい、混合物体をつくった宇宙の諸部分 (parts) 、とりわけ普遍物質 (universal matter) は、さまざまに運動しているいくつかの形や大きさをもった微粒子 (particles) に実際に分割されていたと信じても、不合理ではないと思われる。

命題2
これらの微粒子 (minute particles) のうち、最小にして隣りあったさまざまな微粒子は、ここかしこで集まって小さな塊まり (masses) あるいは群 (clusteres) をつくり、それらは結合して容易にもとの微粒子に分割されないような小さな始原的な凝塊 (concretions) あるいは塊まりを多数形成したということは不可能なことではない。

命題3

大多数の動物性あるいは植物性混合物体から、火のたすけによって実際に、それぞれ異なった名前をもつ一定数 (3つであろうと4つであろうと、あるいはそれ以上、以下であろうと) の成分物質がえられるということを、私は独断的に否定はしない。

命題4

一般に物体 (concretes) から生ずるか、あるいは、それらがつくられるところのあの個性をもった成分物質を、さほど不都合なしに、それらの物体の元素とか原質とか呼んでも、おそらく承認されるだろう。

## 主題
ボイルは初めに火は全てのかたまりを要素に分割する普遍的で十分なものではないと主張した。この主張はジャン・ベガンとジョゼフ・デュシェーヌのものとは対照的である。これを証明するために転向し、ヤン・ファン・ヘルモントを支援した。彼のアルカヘストは普遍的に要素に分割できると評されていた。
ボイルはまた、アリストテレスの四元素説 (地、空気、水、土) 及びパラケルススの三元素説 (塩、硫黄、水銀) を取り除いた。第5部までで元素の古典的な考えと化学原理について議論した後、第6部では近代的な概念により近づくために化学元素を定義している。
私は化学派のいう原質のいみと同じように、元素をある原初的な単一のすなわちまったく混合していない物体をいっているのです。それは何かほかの物体でつくられているのではなくて、完全な混合物体といわれるものを直接つくりあげている成分のことであって、混合物体は窮極的にはその成分へと分解するのです。

上の発言から近代的元素概念を示したと言われているが、そうではない。上の発言は「元素はすべての物質につねに例外なく見出されるものである」という主張に対し批判を加える時のものを切り取ったものであり、ボイルの真意は、仮に一定数の元素があったとしてもいくつかの元素がある物質をつくりまた他のいくつかが他の物質をつくることも可能だろう、ということにある。旧元素概念を批判したもののボイル自身は新たな元素概念は提示しなかった。
しかし、「完全に混ざり合ったもの」にはすでに知られている物質が対応しているということは否定した。彼の見地では、すでに知られている物質すべてが化合物であり、そこには金、銀、鉛、硫黄、炭素も含まれていた。

## 影響
その一般にも広がった影響は、1691年に詩人のニコラス・ブレーディ (Nicholas Brady) が、ヘンリー・パーセル(Henry Purcell )の作曲した「Ode to St. Cecilia」の詞に、この書で使われた"jarring seeds"（「さまざまな種子」）という言葉を引用していることで知られる。
Soul of the World! Inspir'd by thee,
The jarring Seeds of Matter did agree,
Thou didst the scatter'd Atoms bind,
Which, by thy Laws of true proportion join'd,
Made up of various Parts one perfect Harmony.
（意訳例）汝の霊示によって作られた世界は/物質のさまざまな種子が調和して/散らばった原子が結びつき/真の結合の法則によって/完全に調和したさまざまものが作り上げられる。

## 文芸的言及
ニール・スティーヴンスンの小説『クイックシルバー』で言及されている。